# Rheinländischer Fuß
Der Rheinländische Fuß, auch mit Rheinischer Fuß oder Preußischer Fuß bezeichnet, war ein deutsches Längenmaß. Der Fuß war duodezimal geteilt, das heißt, er hatte 12 Zoll zu 12 Linien. Viele historische Längenmaße wurden mit dem Rheinländischen Fuß verglichen. Die Bezeichnung Rheinischer Fuß wurde auch als Münzfußmaß verwendet. Nicht überall war das Maß gleich groß. Die Rheinländische Rute wurde auch mit 11 Fuß plus 7 Zoll plus 1 14/25 Linien gerechnet, was eine Fußlänge von 313,7502 Millimeter ergab.
- 1 Rheinländischer Fuß = 139,13 Pariser Linien = 313,8535 Millimeter
- 12 Rheinländischer Fuß = 1 Rheinländische Rute = 1669,5 Pariser Linien = 3,766 Meter
- 1 Meter = 3,187249 Rheinländischer Fuß

Der Rheinischer Fuß hat wahrscheinlich seinen Ursprung im antiken Drusianischen Fuß, der 314 Millimeter maß. Über die vielen Jahrhunderte hat er aber 15 Millimeter eingebüßt. 1816 wurde er von Preußen als offizielles Maß mit 313,85 mm verbindlich.
Die Maßkette war
- 1 Rheinländische Rute = 12 Rheinländischer Fuß = 144 Rheinländischer Zoll = 1728 Rheinländische Linien = 20736 Rheinländischer Skrupel

Als Grundlage diente das Längenmaß für Flächenmaß und Raummaß. Die Maßkette für diese beiden Maßgruppen waren sinngemäß gleich, nur bei der Fläche ist alles im Quadrat und beim Raum in Kubik.